# Explosion du pont Rainbow
L'explosion du pont Rainbow est survenue le 22 novembre 2023 lorsqu'une voiture a explosé au poste frontière du pont Rainbow à Niagara Falls, dans l'État de New York, le long de la frontière canado-américaine. L'explosion a tué deux personnes à bord du véhicule et blessé un agent des douanes et de la protection des frontières américaines qui a ensuite été hospitalisé.

## Contexte
L'explosion s'est produite un jour avant la célébration de la fête américaine de Thanksgiving, période où les voyages s'intensifient aux États-Unis.
Dès le lendemain, Laura Loomer, militante américaine pro-Trump et influenceuse d'extrême droite a tweeté de fausses informations à propos de l'explosion qui a eu lieu sur le pont. Elle a affirmé, que le FBI soupçonnait une attaque terroriste et qu'il pourrait y avoir un « complot djihadiste » lors de la Macy's Thanksgiving Day Parade, malgré le fait que le véhicule circulait du côté américain de la frontière et roulait en direction du Canada.

## Explosion
Le 22 novembre 2023, vers 11 h 22, une Bentley blanche a explosé au pont Rainbow. 
Selon plusieurs sources policières, le conducteur est entré à grande vitesse sur la place du pont depuis le côté américain du pont. Des témoins oculaires ont déclaré que le véhicule s'est ensuite écrasé contre la structure du poste de contrôle, provoquant un incendie et une explosion.

## Conséquences
L'aéroport international de Buffalo Niagara a renforcé les contrôles de sécurité. La Commission du pont de Niagara Falls (en) a fermé les quatre postes frontaliers de la région des chutes du Niagara, pont Rainbow, Peace Bridge (en), pont Lewiston–Queenston et Whirlpool Rapids Bridge. Amtrak a temporairement suspendu ses services transfrontaliers entre New York et l'Ontario.
La Niagara Frontier Transportation Authority (en) coordonne sa réponse avec la Transportation Security Administration et le département de la Sécurité intérieure des États-Unis. Le Groupe de travail conjoint sur le terrorisme (en) et la police de l'État de New York (en) surveillent tous les points d'entrée à New York.

## Enquête
Le FBI, la Gendarmerie royale du Canada et l'Agence des services frontaliers du Canada ont enquêté sur l'incident.
Selon Reuters, une évaluation préliminaire a déterminé que l'explosion était probablement causée par un conducteur imprudent. Aucun engin explosif n'a été immédiatement trouvé, selon le New York Times.

## Réactions

### États-Unis
La Maison Blanche "surveille de près" l'incident. Le président Joe Biden a été briefé selon la secrétaire de presse de la Maison Blanche, Karine Jean-Pierre. Biden était à Nantucket, dans le Massachusetts, pour Thanksgiving. Le secrétaire aux Transports Pete Buttigieg a été informé de l'explosion et s'est entretenu avec la présidente de l'Office des transports du Canada (en), France Pégeot. Le procureur général Merrick Garland a été informé selon le département de la Justice.

### Canada
Le Premier ministre Justin Trudeau a informé la Chambre des communes au début de la période des questions que l'explosion constituait une "situation très grave" et est parti pour une séance d'information plus approfondie. Le ministre de la Sécurité publique, Dominic LeBlanc, a travaillé aux côtés des autorités américaines, de la Gendarmerie royale du Canada et des agences de services frontaliers. Le service de police de Toronto a augmenté ses patrouilles autour de la ville "par prudence".